# Парнушка
Парнушка — река в России, правый приток реки Береш (бассейн Оби), течёт в Шарыповском районе Красноярского края.

## География
Длина — 23 км. Площадь бассейна — 624 км². Впадает в Береш в 53 км от её устья у деревни Усть-Парная.
Населённые пункты на реке (от истока до устья): сёла Большое Озеро (Парнинский сельсовет) и Парная, деревня Косые Ложки, деревня Усть-Парная (Холмогорский сельсовет).
На реке расположены озёра Большое и Малое.
Притоки (от истока до устья): Колба (впадает в Малое озеро), Сарбаголь (на реке расположено одноименное озеро; впадает в Большое озеро); Пчельник (правая), Зимник (левая), Цыпленкин (левая).
Парнушка берёт начало от ручьёв, образующих систему озёр Малое и Большое, расположенных на юге Шарыповского района.

## Данные водного реестра
По данным государственного водного реестра России относится к Верхнеобскому бассейновому округу (13).
По данным геоинформационной системы водохозяйственного районирования территории РФ, подготовленной Федеральным агентством водных ресурсов:
- Речной бассейн — (Верхняя) Обь до впадения Иртыша
- Речной подбассейн — Чулым
- Водохозяйственный участок — Чулым от истока до г. Ачинск
- Код водного объекта в государственном водном реестре — 13010400112115200015736